# MIT Media Lab

MIT Media Lab este un laborator de cercetare din cadrul Massachusetts Institute of Technology, dezvoltat pe baza grupului Architecture Machine Group din cadrul Școlii de Arhitectură și Urbanism. Cercetările efectuate aici nu se limitează la discipline academice fixe, ci împrumută elemente din tehnologie, media, știință, artă și design. La data de 2014, grupurile de cercetare ale Media Lab includ neurobiologie, fabricare inspirată biologic, roboți social-interactivi, calcul emoțional, Bionică, și instrumente hiperaugmentate (hyperinstruments).
Media Lab a fost fondat în 1985 de către Nicholas Negroponte și fostul președinte MIT Jerome Wiesner, și este situat în Clădirea Wiesner (proiectată de I. M. Pei), cunoscută și sub denumirea de Clădirea E15. Laboratorul a fost mediatizat în presă începând cu anul 1988, când Stewart Brand a publicat volumul The Media Lab: Inventing the Future at M.I.T.. În anii 1990, activitatea laboratorului a fost un subiect frecvent al revistelor de tehnologie. În 2009, laboratorul s-a extins într-o a doua clădire.
În 2019, Media Lab a fost criticat pentru acceptarea unor donații din partea infractorului sexual condamnat Jeffrey Epstein. Aceasta a condus la demisia directorului Joi Ito, și la declanșarea unei investigații "imediate, amănunțite și independente" de către președintele MIT L. Rafael Reif.
În decembrie 2020, Dava Newman, profesoară de aeronautică și astronautică și fostă adjunctă a administratorului NASA sub președintele Obama, a fost numită noua directoare a MIT Media Lab.

## Administrație
Directorul fondator al laboratorului a fost Nicholas Negroponte, care l-a condus până în anul 2000. Ulterior, directorii au fost Walter Bender (2000–2006), Frank Moss (2006–2011), și Joi Ito (2011-2019), care a demisionat în urma scandalului Jeffrey Epstein. Dava Newman a preluat funcția în iulie 2021, fiind prima femeie care a deținut această poziție.
La data de 2014, Media Lab avea aproximativ 70 de angajați administrativi și personal de suport. Directori asociați ai laboratorului erau Hiroshi Ishii și Andrew Lippman. Pattie Maes și Mitchel Resnick erau co-directori ai programului de arte și științe media. Ofițerul-șef pentru cunoaștere al laboratorului era Henry Holtzman.
Media Lab a avut, de asemenea, filiale regionale în alte părți ale lumii, precum Media Lab Europe și Media Lab Asia, fiecare cu propriul personal și propriile structuri de conducere.

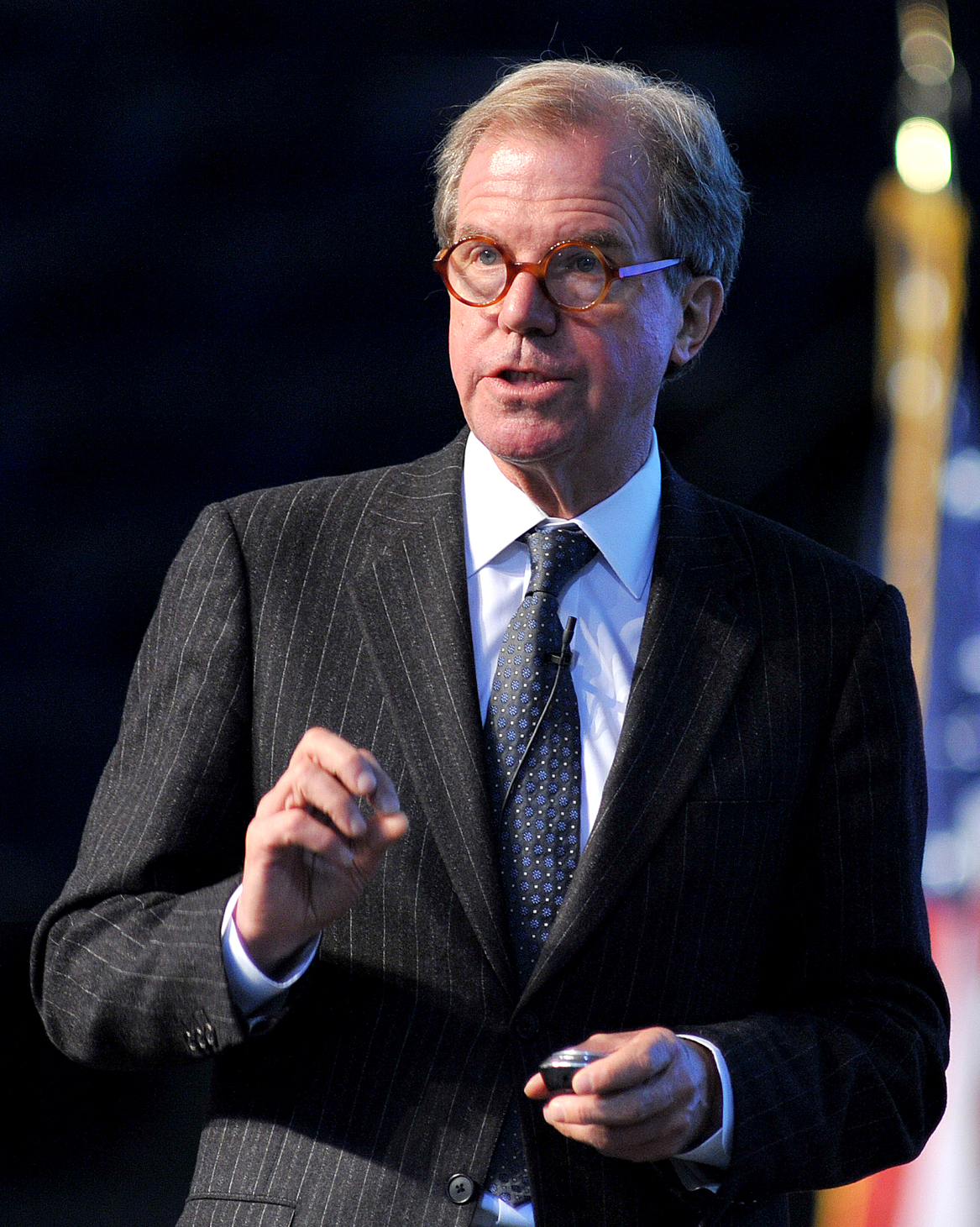
Nicholas Negroponte
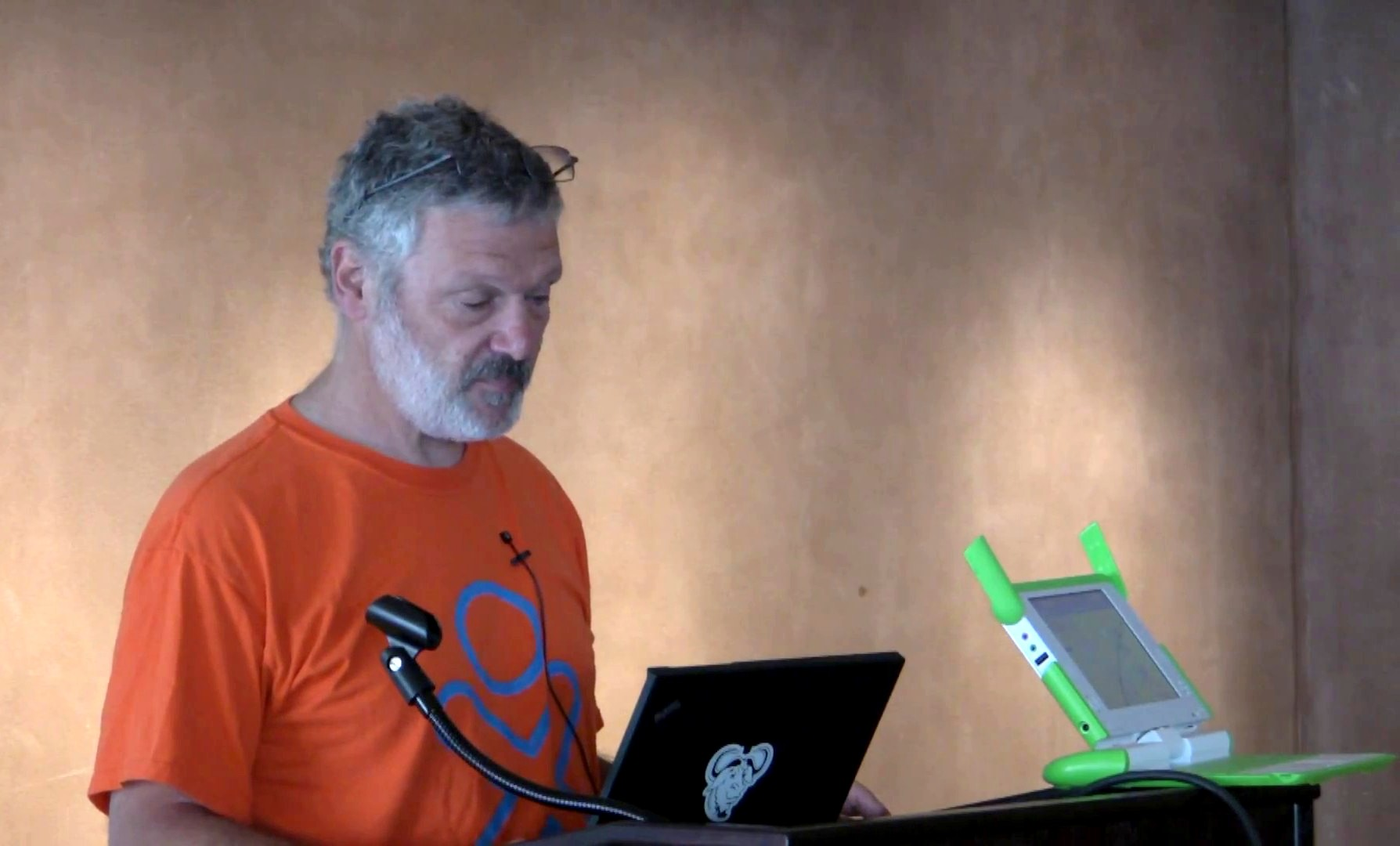
Walter Bender
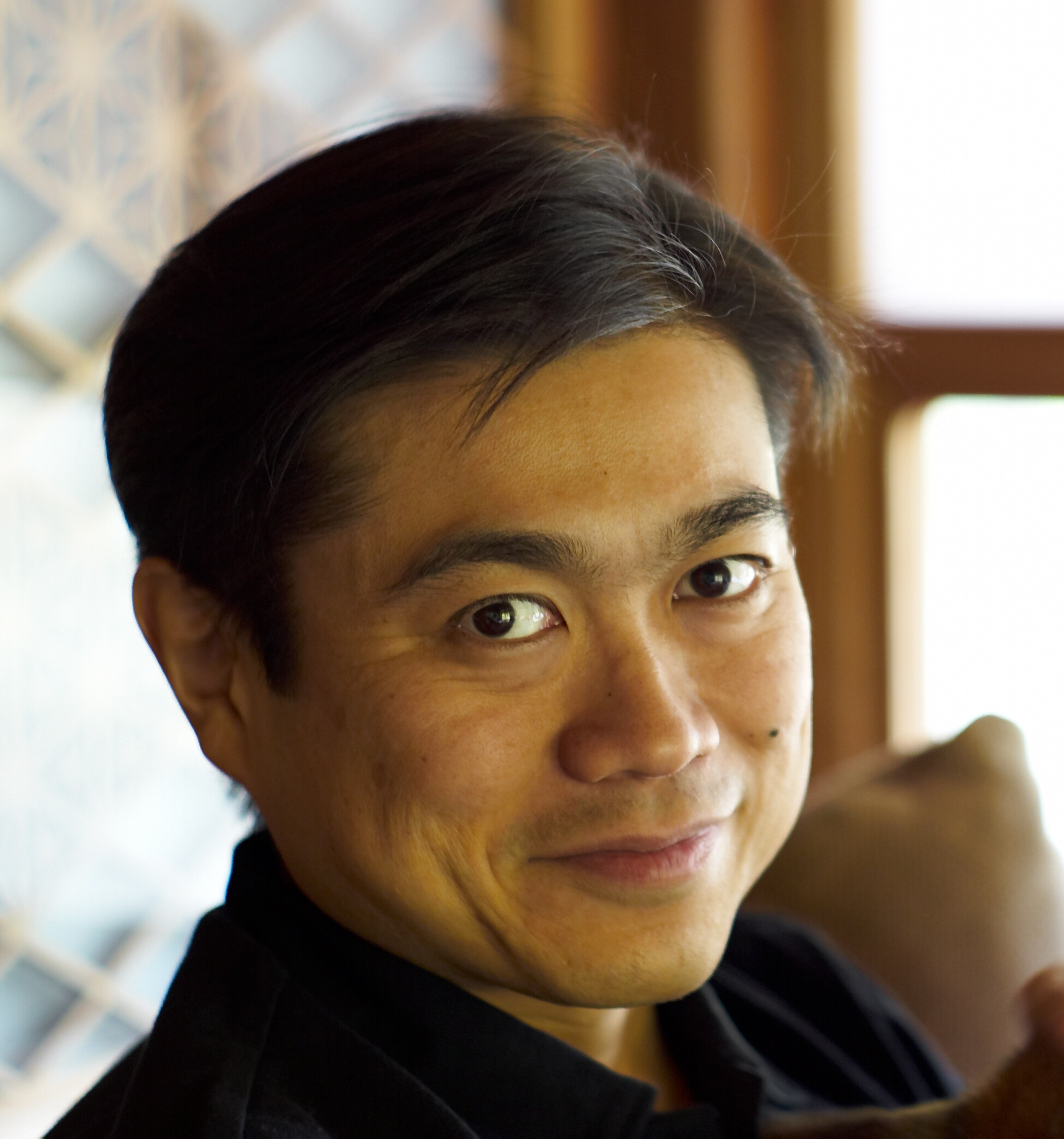
Joi Ito
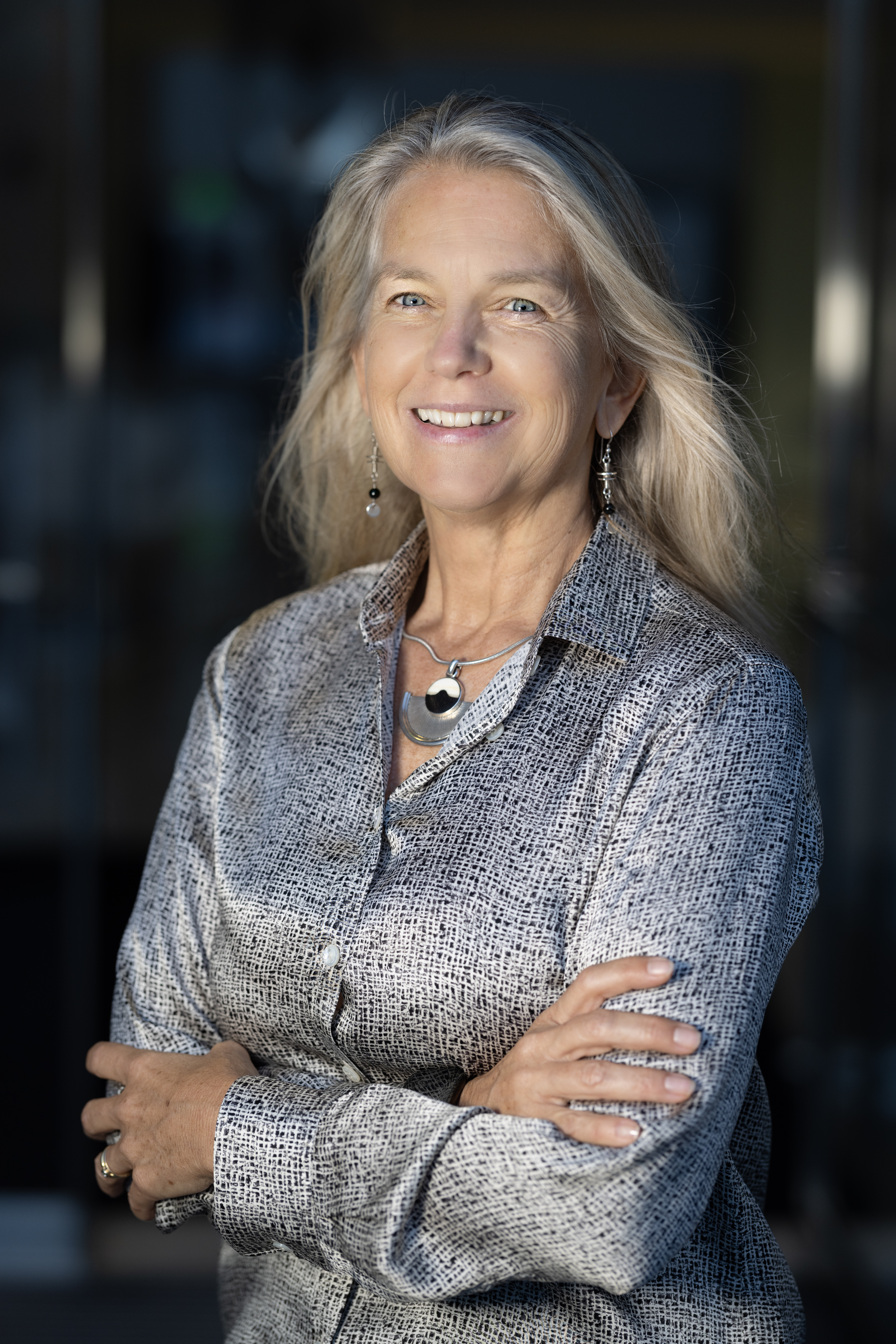
Dava Newman
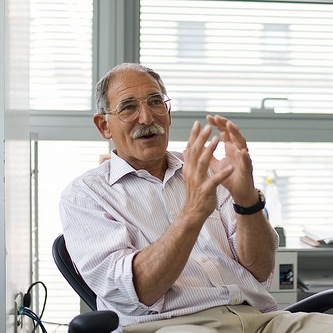
Andy Lippman
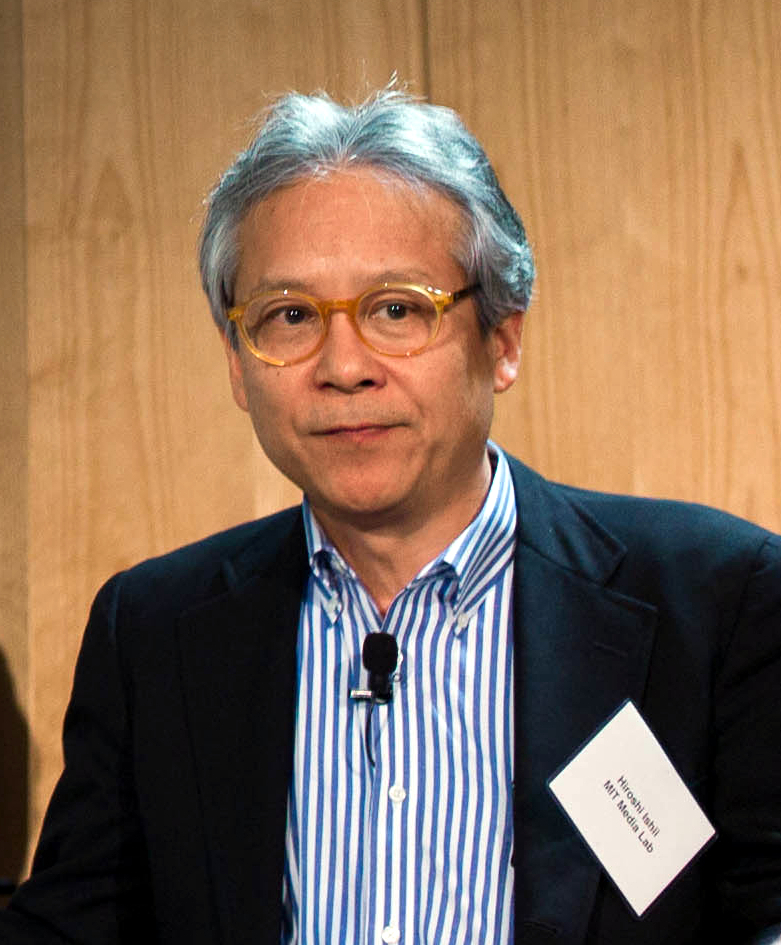
Hiroshi Ishii
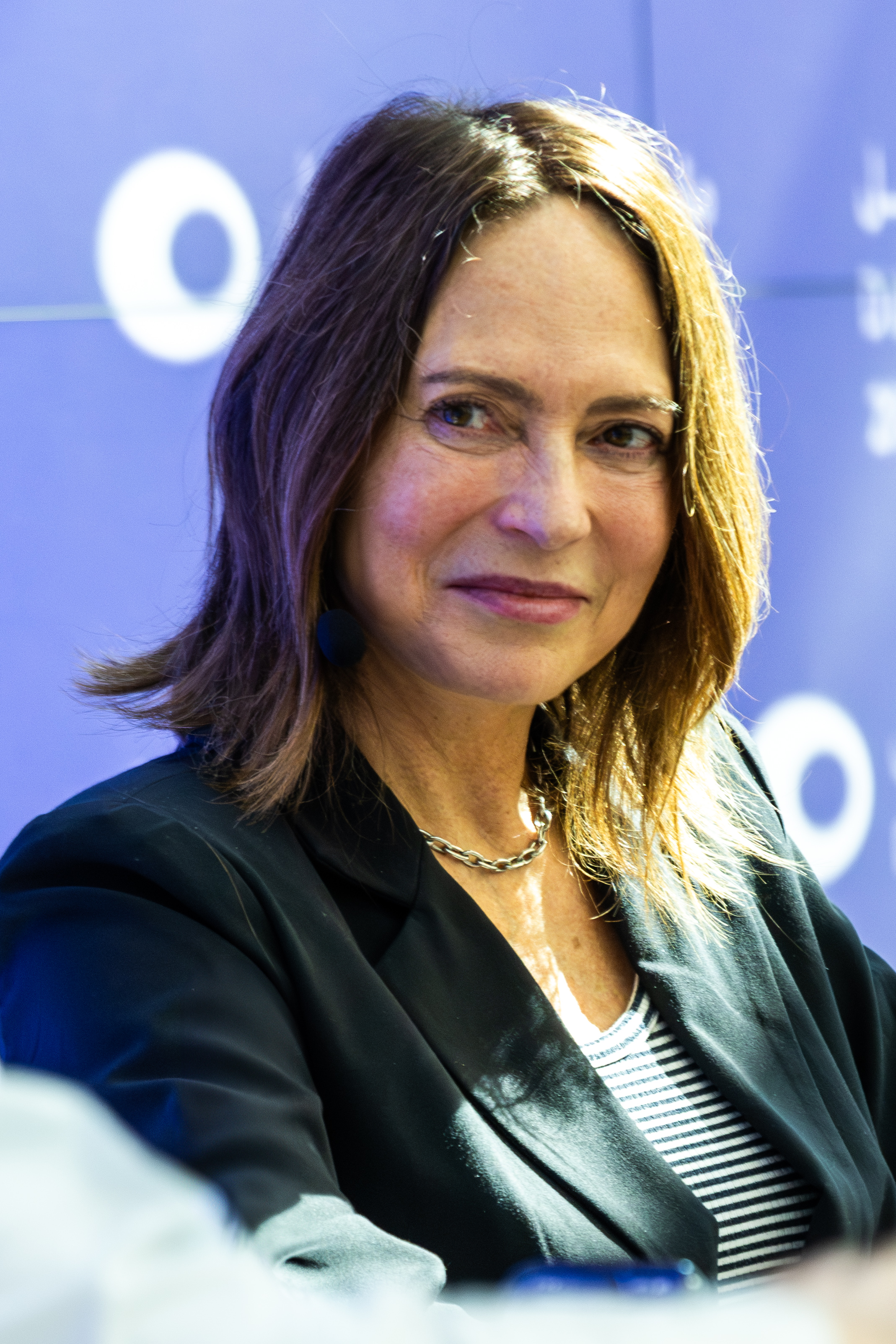
Pattie Maes

### Model de finanțare
Finanțarea principală a laboratorului provine de la sponsori corporativi. În loc să accepte finanțări pentru proiecte sau grupuri individuale, laboratorul solicită sponsorilor să finanțeze teme generale; sponsorii pot apoi colabora cu cercetările de la Media Lab. Proiectele și cercetătorii individuali sunt finanțați și prin metode tradiționale, de exemplu, de instituții guvernamentale americane precum NIH, NSF și DARPA. De asemenea, consorțiile cu alte școli sau alte departamente de la MIT pot beneficia de fonduri care nu intră în fondul comun.
MIT Media Lab are un buget anual de operare de aproximativ 75 de milioane de dolari.

### Proprietate intelectuală
Companiile care sponsorizează laboratorul pot beneficia de proprietatea intelectuală a acestuia fără a plăti taxe de licență sau redevențe. Companiile care nu sunt sponsori nu pot utiliza inovațiile Media Lab timp de doi ani de la momentul în care dezvăluirea tehnică este făcută către MIT și sponsorii laboratorului. Media Lab generează aproximativ 20 de brevete noi în fiecare an.

### Cercetare în cadrul laboratorului
Unele teme recurente în cercetarea desfășurată la Media Lab includ: adaptabilitatea umană, interacțiune om-calculator, educație și comunicare, creație artistică și vizualizare, precum și proiectarea de tehnologii pentru lumea în curs de dezvoltare. Alte direcții de cercetare includ: mașini dotate cu bun-simț, roboți sociabili, proteze, rețele de senzori, dispozitive muzicale, proiectare urbană și sănătate publică. Programele de cercetare implică toate dezvoltarea iterativă de prototipuri, care sunt testate și prezentate vizitatorilor.
Fiecare dintre aceste domenii de cercetare poate integra și alte domenii. De exemplu, cercetarea în designul interacțiunii include proiectarea de obiecte și medii inteligente. Cercetarea educațională a inclus integrarea unor componente de calcul în activitățile de învățare – inclusiv software educațional, jucării programabile și instrumente artistice sau muzicale. Exemplele includ Lego Mindstorms, PicoCricket și One Laptop per Child.
Laboratorul cuprinde peste douăzeci de grupuri de cercetare.

## Programul academic
Programul de arte și științe media face parte din Școala de Arhitectură și Urbanism a MIT și include trei niveluri de studiu: un program doctoral, un program de master în științe și un program care oferă o alternativă la anul întâi standard de la MIT, precum și un set de cursuri de licență care pot constitui baza pentru un viitor program comun de licență. Toți studenții absolvenți beneficiază de sprijin financiar complet (taxe de școlarizare plus bursă de întreținere) încă de la început, de obicei prin angajamente ca asistenți de cercetare în cadrul Media Lab, unde lucrează la programe de cercetare și proiecte conduse de profesori, inclusiv la predarea de cursuri. Aceste activități de cercetare ocupă, de regulă, aproximativ jumătate din timpul total dedicat de studenți programului de studii.
Programul academic de arte și științe media are o relație strânsă cu Media Lab. Majoritatea cadrelor didactice din cadrul Media Lab sunt profesori de arte și științe media. Studenții care obțin diplome în acest domeniu își desfășoară în principal activitatea în cadrul Media Lab, unde participă la cursuri și desfășoară cercetări. Unii studenți din alte programe de la MIT, cum ar fi inginerie mecanică sau inginerie electrică și informatică, își desfășoară cercetarea la Media Lab, lucrând cu un cadru didactic asociat Media Lab/Programul de arte și științe media, dar obțin diplomele (precum MEng sau MS în EECS) în cadrul altor departamente. Peste 1.000 de candidați aplică anual pentru programul MAS, iar rata de admitere este mai mică de 5%.

## Clădiri

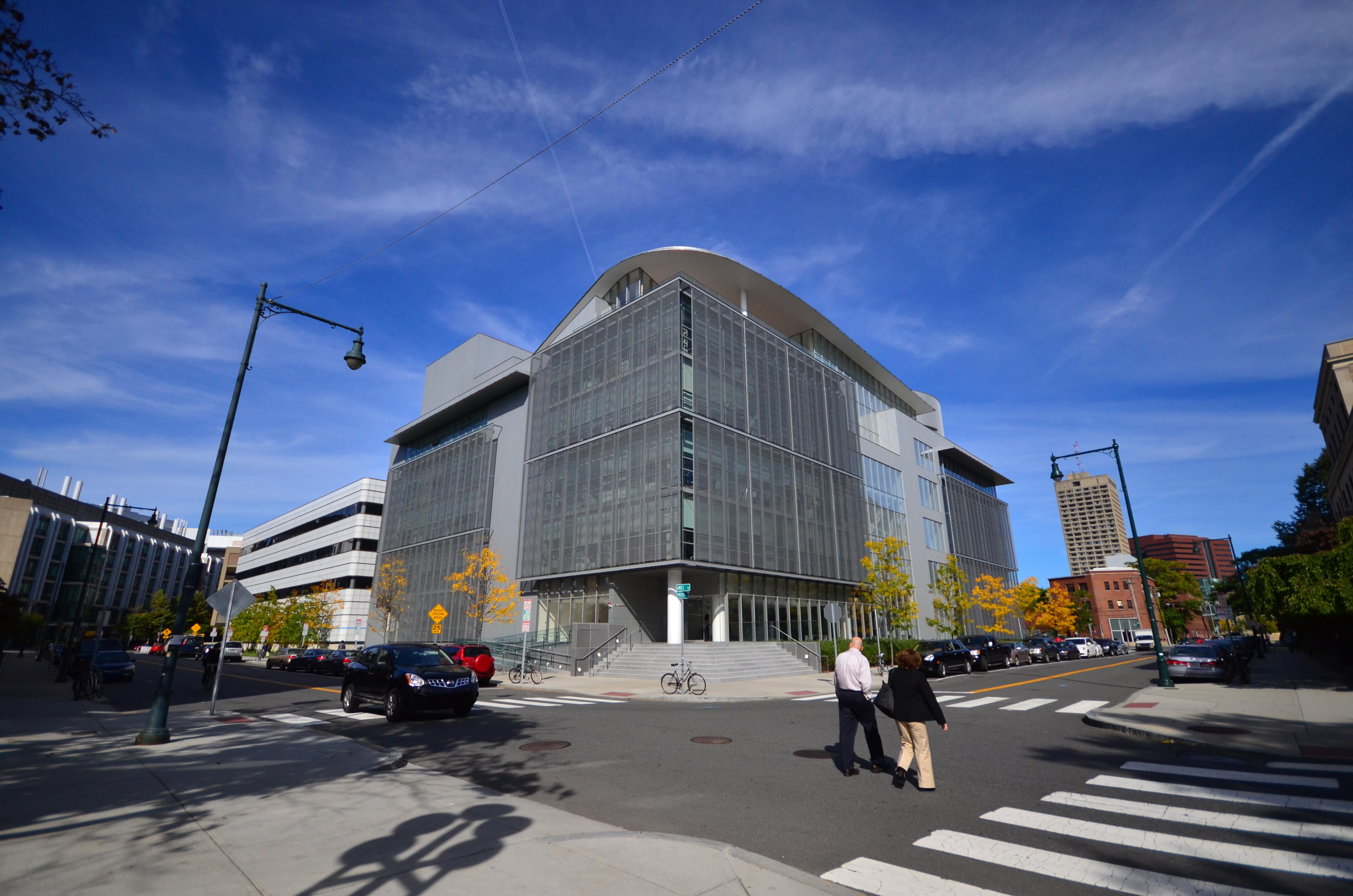
Noua extindere a Media Lab (Clădirea E14). Clădirea originală Wiesner (E15) este vizibilă în stânga.

Pe lângă Media Lab, complexul format din clădirea originală Wiesner (E15) și noua clădire (E14) găzduiește și List Visual Arts Center, Programul de Artă, Cultură și Tehnologie (ACT) din cadrul Școlii de Arhitectură și Urbanism, precum și Programul de Studii Comparative ale Media de la MIT.
În 2009, Media Lab s-a extins într-o nouă clădire proiectată de arhitectul japonez Fumihiko Maki, laureat al Premiului Pritzker. Arhitectul local de proiect a fost firma Leers Weinzapfel Associates din Boston. Clădirea proiectată de Maki este caracterizată de pereți predominant din sticlă, cu perspective vizuale ample prin întregul imobil, pentru a face vizibilă activitatea de cercetare desfășurată și a încuraja conexiunile și colaborarea între cercetători.

## Cadre didactice și personal academic de cercetare
Cadrele didactice și personalul academic de cercetare din domeniul artelor și științelor media sunt investigatori principali / conducători ai diferitelor grupuri de cercetare din cadrul Media Lab. Ei îndrumă, de asemenea, studenții absolvenți din programul de arte și științe media și mentorizează studenții de licență de la MIT.
„Majoritatea departamentelor admit studenți absolvenți pe baza potențialului lor de succes academic; Media Lab încearcă să selecteze acei studenți care pot contribui cel mai bine la unele dintre proiectele aflate în derulare.“
La data de 2014, existau mai mult de 25 de cadre didactice și membri ai personalului academic de cercetare, inclusiv un număr de profesori cu titluri onorifice. Lista completă a cadrelor didactice și a personalului academic de cercetare, împreună cu biografii și alte informații, este disponibilă pe site-ul Media Lab.
La data de august 2019, Alex Pentland este profesor de arte și științe media, deține titlul de Toshiba Professor și este directorul Programului de antreprenoriat Media Lab.

## Controverse

### Legături cu Jeffrey Epstein
În august 2019, directorul Joi Ito a declarat că organizația a primit finanțare de la milionarul și infractorul sexual condamnat Jeffrey Epstein prin intermediul unor fundații controlate de Epstein; Ito a vizitat mai multe dintre reședințele lui Epstein și a recunoscut că Epstein a investit "în mai multe dintre fondurile mele care investesc în companii de tehnologie din afara MIT". Ulterior, Ito a admis că a acceptat 525.000 de dolari din partea lui Epstein pentru Media Lab. În 2019, fondatorul Media Lab, Nicholas Negroponte, și-a exprimat susținerea față de decizia lui Ito de a accepta finanțarea de la Epstein.
Tot în 2019, un dosar judiciar federal declasificat a relevat că Virginia Giuffre a declarat că un asociat al lui Epstein a direcționat-o să întrețină relații sexuale cu fostul profesor al Media Lab Marvin Minsky.
În septembrie 2019, în urma unor e-mailuri divulgate jurnalistului Ronan Farrow de la The New Yorker, s-a aflat că Ito și Peter Cohen, director de dezvoltare și strategie al Media Lab la acea vreme, au lucrat ani de zile pentru a obține donații anonime de la Epstein, deși acesta fusese marcat de MIT drept donator descalificat. Ito îl descria pe Epstein drept „fascinant”.
Ito a demisionat în urma scandalului, la scurt timp după apariția articolului din The New Yorker. Președintele MIT, L. Rafael Reif, a anunțat o „investigație imediată, amănunțită și independentă”, condusă de o firmă externă de avocatură, cu privire la acuzațiile „extrem de grave”.
La 10 ianuarie 2020, comitetul executiv al MIT Corporation, consiliul de conducere al institutului, a publicat concluziile investigației efectuate de firma de avocatură Goodwin Procter privind interacțiunile dintre Jeffrey Epstein și MIT. Raportul a arătat că Epstein a făcut 10 donații către MIT, în valoare totală de 850.000 de dolari, dintre care nouă donații (în total 750.000 de dolari) au fost efectuate după condamnarea sa din 2008.
În 2002, cu patru ani înainte de prima arestare a lui Epstein pentru infracțiuni sexuale, acesta a făcut o donație de 100.000 de dolari către MIT, printr-o fundație caritabilă, pentru a sprijini cercetările profesorului Marvin Minsky (fost profesor Toshiba de arte și științe media, Media Lab). Donația din mai 2013, în valoare de 100.000 de dolari, a fost destinată a fi folosită la discreția lui Joi Ito. Donațiile din noiembrie 2013, iulie și septembrie 2014, totalizând 300.000 de dolari, au fost direcționate pentru a sprijini cercetarea desfășurată de Joscha Bach, cercetător Media Lab din Germania, pe care Epstein îl prezentase lui Ito în 2013. Bach a refuzat să fie intervievat în cadrul investigației realizate de Goodwin Procter.
Alte donații ale lui Epstein către Media Lab, efectuate între 2015 și 2017 și totalizând 350.000 de dolari, au fost direcționate pentru a sprijini activitatea profesorului Seth Lloyd (profesor de inginerie mecanică, 225.000 dolari) și a profesoarei Neri Oxman (profesor asociat de arte și științe media, 125.000 dolari).
La scurt timp după ce a semnat o petiție în sprijinul lui Ito, avocatul și activistul politic Lawrence Lessig a susținut că caracterul indezirabil al donațiilor către instituțiile academice provenite de la infractori precum Epstein, ale căror averi nu derivă direct din infracțiunile comise, este parțial atenuat dacă donațiile sunt anonime. El a afirmat că „a fost o greșeală să se accepte acești bani, chiar și în mod anonim”, dar că „dacă îi accepți, atunci cel puțin nu oferi criminalului șansa de a-și spăla public reputația”. „Toată lumea pare să considere că anonimatul și secretomania în jurul donației lui Epstein reprezintă o formă de culpă morală”, a scris Lessig. „Eu văd exact contrariul.”
The Boston Globe a relatat că a obținut e-mailuri care indică faptul că Bill Gates ar fi donat 2,2 milioane de dolari către Media Lab prin intermediul lui Epstein.

### Alte controverse legate de finanțare
Pe 24 martie 2018, prințul moștenitor al Arabiei Saudite, Mohammed bin Salman, a vizitat MIT, vizită care a provocat proteste. Fundația non-profit a prințului, MiSK, a fost membru sponsor al laboratorului până în 2018.
Potrivit The New York Times, o parte considerabilă din bugetul anual al laboratorului provine de la sponsori corporativi, care plătesc cel puțin 250.000 de dolari pe an. Fundația personală a prințului Mohammed se număra printre cei aproximativ 90 de sponsori ai laboratorului la acea vreme.

## Publicații selectate
Cărți
- Hidalgo, Cesar A. (2 iunie 2015). Why Information Grows. Basic Books. p. 256. ISBN 9780465048991.
- Breazeal, Cynthia L. (mai 2002). Designing Sociable Robots. MIT Press. p. 282. ISBN 9780262025102.
- Bar-Cohen, Yoseph; Breazeal, Cynthia L. (13 mai 2003). Biologically Inspired Intelligent Robots. SPIE Press. p. 406. ISBN 9780819448729.
- Ariely, Dan (2008). Predictably Irrational. HarperCollins Publishers. p. 349. ISBN 9780061353246.
- Shrobe, Howard; Shrier, David L.; Pentland, Alex (2018). New Solutions for Cybersecurity. MIT Press. p. 504.
- Moss, Frank (7 iunie 2011). The Sorcerers and Their Apprentices: How the Digital Magicians of the MIT Media Lab Are Creating the Innovative Technologies That Will Transform Our Lives. Crown Business. p. 272. ISBN 9780307589101.
- Harel, Idit (august 1991). Children Designers. Ablex Publishing. ISBN 9780893917883.
- Maeda, John (21 august 2006). The Laws of Simplicity. MIT Press. p. 128. ISBN 9780262134729.
- Maeda, John (7 mai 1999). Design by Numbers. MIT Press. p. 256. ISBN 9780262133548.
- Ito, Joi; Howe, Jeffrey (6 decembrie 2016). Whiplash: How to Survive Our Faster Future. Grand Central Publishing. p. 320. ISBN 9781455544592.
- Minsky, Marvin; Papert, Seymour (ianuarie 1969). Perceptrons: An Introduction to Computational Geometry. MIT Press. p. 258. ISBN 9780262130431.
- Minsky, Marvin (13 noiembrie 2007). The Emotion Machine: Commonsense Thinking, Artificial Intelligence, and the Future of the Human Mind. Simon & Schuster. p. 400. ISBN 9780743276641.
- Minsky, Marvin (15 martie 1988). Society of Mind. Simon & Schuster. p. 336. ISBN 9780671657130.
- Resnick, Mitchel (10 ianuarie 1997). Turtles, Termites, and Traffic Jams: Explorations in Massively Parallel Microworlds. MIT Press. p. 184. ISBN 9780262680936.
- Gershenfeld, Neil (12 ianuarie 1999). When Things Start to Think. Henry Holt and Co. p. 225. ISBN 9780805058741.
- Negroponte, Nicholas (3 ianuarie 1996). Being Digital. Vintage. p. 272. ISBN 9780679762904.
- Picard, Rosalind W. (31 iulie 2000). Affective Computing. MIT Press. p. 306. ISBN 9780262661157.
- Papert, Seymour (29 aprilie 1994). The Children's Machine: Rethinking School in the Age of the Computer. Basic Books. p. 256. ISBN 9780465010639.
- Papert, Seymour (4 august 1993). Mindstorms: Children, Computers, and Powerful Ideas. Basic Books. p. 252. ISBN 9780465046744.
- Benton, Stephen A.; Bove, V. Michael Jr. (aprilie 2008). Holographic Imaging. Wiley. p. 288. ISBN 9780470068069.
- Resnick, Eric; Mitchel (11 iulie 2001). Adventures in Modeling: Exploring Complex, Dynamic Systems with StarLogo. Teachers College Press. p. 192. ISBN 9780807740828.
- Mitchell, William J. (9 martie 2007). Imagining MIT: Designing a Campus for the Twenty-First Century. MIT Press. p. 152. ISBN 9780262134798.
- Mitchell, William J. (17 septembrie 2004). Me++: The Cyborg Self and the Networked City. MIT Press. p. 269. ISBN 9780262633130.

## Rezultate și companii spin-off
Unele tehnologii dezvoltate în cadrul Media Lab au fost ulterior integrate în produse comerciale sau în pachete software publice, precum Format:Citation needed-span, holograma Benton folosită pe majoritatea cardurilor de credit, jucăria interactivă Symphony Painter de la Fisher-Price, rețeaua de tip mesh wireless realizată de Nortel, Sensetable dezvoltat de NTT Comware, și mașina de karaoke la cerere dezvoltată de Taito.
Un dispozitiv din 1994, numit Sensor Chair și destinat controlului unei orchestre muzicale, a fost adaptat ulterior de către mai mulți producători auto în senzori capacitivi utilizați pentru a preveni declanșarea periculoasă a airbag-urilor.
Proiectul MPEG-4 SA dezvoltat la Media Lab a contribuit la transformarea sunetului structurat într-o realitate practică, iar proiectul Aspen Movie Map a constituit precursorul ideii de Google Street View.
În 2001, două centre de cercetare au fost desprinse din Media Lab: Media Lab Asia și Media Lab Europe. Media Lab Asia, cu sediul în India, a fost inițial rezultatul unei colaborări cu Guvernul Indiei, dar colaborarea a fost întreruptă în 2003 în urma unor divergențe. Media Lab Europe, cu sediul în Dublin, Irlanda, a fost fondat în parteneriat cu universități irlandeze și cu Guvernul Irlandei, dar a fost închis în ianuarie 2005.
Creat în colaborare cu Computer Museum și Media Lab, proiectul Computer Clubhouse este o rețea globală de centre educaționale extracurriculare dedicate tinerilor din comunități defavorizate, oferindu-le acces la instrumente și activități tehnologice.
Lansat în 2003, Scratch este un limbaj de programare vizual pe bază de blocuri și o comunitate destinată copiilor cu vârste între 8 și 16 ani, dar utilizat și de persoane de toate vârstele pentru a învăța programarea. Milioane de utilizatori au creat proiecte în Scratch în medii diverse, inclusiv acasă, în școli, muzee, biblioteci și centre comunitare.
În ianuarie 2005, președintele onorific al Media Lab, Nicholas Negroponte, a anunțat la World Economic Forum o nouă inițiativă de cercetare pentru dezvoltarea unui laptop de 100 de dolari ($100 laptop). A fost creată organizația non-profit One Laptop per Child pentru a coordona implementarea proiectului. MIT nu a fabricat și nu a distribuit direct acest dispozitiv.
Grupul Synthetic Neurobiology din cadrul laboratorului a dezvoltat reactivi și dispozitive pentru analiza circuitelor neuronale, utilizate în prezent de sute de laboratoare de biologie din întreaga lume.
În 2011, grupul condus de Ramesh Raskar a publicat tehnica de femto-fotografie — o metodă care permite imaginea mișcării impulsurilor individuale de lumină.
În 2013, Media Lab a lansat E14 Fund, un program de sprijin și investiții pentru startup-uri derivate din Media Lab. În 2017, E14 Fund a lansat primul său fond de tip seed stage pentru investiții în comunitatea startup-urilor Media Lab. Fondul a investit în companii precum Formlabs, Affectiva, Tulip, Wise Systems, Figur8 și altele.

### Companii spin-off
Format:Cleanup section
Printre companiile spin-off rezultate din activitatea Media Lab se numără:
Affectiva — comercializează software care detectează emoțiile din imagini ale feței umane.
Ambient Devices — produce dispozitive ambientale care afișează informații într-un mod ușor de perceput vizual.
Dimagi — dezvoltă software pentru domeniul sănătății în țările în curs de dezvoltare.
E Ink — produce ecrane cu hârtie electronică utilizate în dispozitive precum Amazon Kindle și Barnes & Noble Nook.
Elance — platformă online pentru freelanceri.
EyeNetra — dezvoltă dispozitive de testare a vederii sub forma unor accesorii de 2 dolari pentru telefoane mobile; utilizabile inclusiv pentru corectarea vederii în realitatea virtuală.
First Mile Solutions — oferă infrastructură de comunicații în comunități rurale.
Formlabs — produce imprimante 3D de înaltă rezoluție pentru desktop (derivat din Center for Bits and Atoms).
Groundhog Technologies — lider global în inteligența mobilității și aplicațiile sale în geo-analiză, geo-marketing și optimizarea rețelelor.
Harmonix — companie de jocuri video, creatoare a seriilor Rock Band și Guitar Hero.
Holosonics — vinde difuzoare direcționale de tip "audio spotlight" bazate pe tehnologia sunetului derivat din ultrasunete.
Nanda — comercializează ceasul deșteptător Clocky.
Oblong Industries — creatoarea interfeței digitale utilizate de Tom Cruise în filmul Minority Report.
One Laptop per Child — proiectul și producția laptopului XO pentru copii.
Physiio International (fuzionată cu Empatica) — producător de senzori medicali purtabili.
Potion Design — firmă de design interactiv.
RadioSherpa — ghid online pentru posturile de radio HD; achiziționată de Tune-in.
reQall — companie care dezvoltă soluții de tip asistent de memorie.
Salient Stills — companie specializată în îmbunătățirea rezoluției video și expertiză video criminalistică, fondată în 1996 și achiziționată de DAC în 2013. Entitatea rezultată operează sub numele Salient Sciences.
Sifteo — companie care a dezvoltat o platformă de jocuri de masă pe bază de cuburi interactive, derivată din proiectul Siftables.
Squid Labs — firmă de consultanță în inginerie.
Supermechanical — produce Twine, interfață WiFi pentru diverși senzori de mediu; și Range, un termometru conectat la smartphone.
The Echo Nest — platformă de analiză inteligentă a muzicii.
Wireless 5th Dimensional Networking, Inc. — achiziționată în 2006, companie care a dezvoltat primul motor de căutare hibrid.
Zebra Imaging — companie specializată în holografie digitală.